# تحكم في القوة

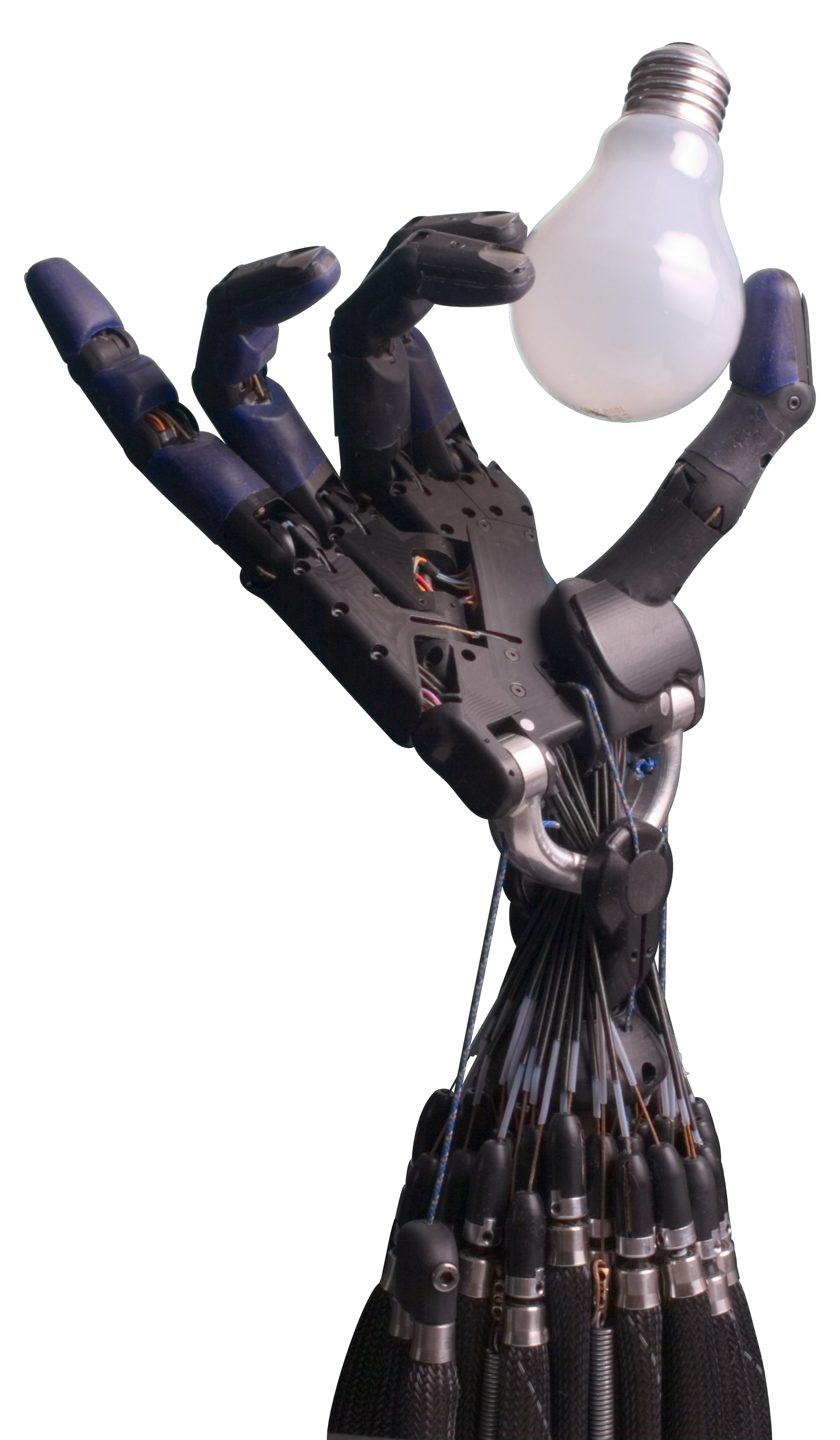
مسك اليد الآلية بجسم حساس دون أن تسحقه.

تحكم في القوة هو التحكم في القوة التي تعمل بها الآلة أو مناور الروبوت على جسم ما أو بيئته. من خلال التحكم في قوة الاتصال، يمكن منع تلف الآلة وكذلك الأشياء المراد معالجتها والإصابات عند التعامل مع الأشخاص. في مهام التصنيع، يمكنه التعويض عن الأخطاء وتقليل التآكل من خلال الحفاظ على قوة اتصال موحدة. يحقق التحكم في القوة نتائج أكثر اتساقًا من التحكم في الموضع، والذي يُستخدم أيضًا في التحكم في الماكينة. يمكن استخدام التحكم في القوة كبديل للتحكم في الحركة المعتاد، ولكنه يستخدم عادة بطريقة تكميلية، في شكل مفاهيم التحكم الهجين. عادةً ما يتم قياس القوة المؤثرة للتحكم عبر محولات الطاقة أو تقديرها عبر تيار المحرك.
لقد كان التحكم في القوة موضوعًا للبحث منذ ما يقرب من ثلاثة عقود ويفتح بشكل متزايد مجالات تطبيقية أخرى بفضل التقدم في تكنولوجيا أجهزة الاستشعار والمشغلات ومفاهيم التحكم الجديدة. يعد التحكم في القوة مناسبًا بشكل خاص لمهام الاتصال التي تعمل على معالجة قطع العمل ميكانيكيًا، ولكنه يستخدم أيضًا في التطبيب عن بعد وروبوت الخدمة ومسح الأسطح.
لقياس القوة، توجد أجهزة استشعار للقوة يمكنها قياس القوى وعزم الدوران في الاتجاهات المكانية الثلاثة. وبدلاً من ذلك، يمكن أيضًا تقدير القوى بدون أجهزة استشعار، على سبيل المثال على أساس التيارات الحركية. يتم استخدام التحكم غير المباشر في القوة من خلال نمذجة الروبوت كمقاومة ميكانيكية (مقاومة) والتحكم المباشر في القوة في مفاهيم متوازية أو هجينة كمفاهيم تحكم. تعد الأساليب التكيفية ووحدات التحكم الغامضة والتعلم الآلي للتحكم في القوة موضوعًا للبحث حاليًا.

## عام

خطأ في التحكم في الحركة (أحمر) مقابل التحكم في القوة (أخضر).

يعد التحكم في قوة الاتصال بين المناول وبيئته مهمة متزايدة الأهمية في بيئة التصنيع الميكانيكي، وكذلك الروبوت الصناعي والخدمي. أحد الدوافع لاستخدام التحكم في القوة هو سلامة الإنسان والآلة. لأسباب مختلفة، قد يتم حظر حركات الروبوت أو أجزاء الآلة بسبب العوائق أثناء تشغيل البرنامج. في الروبوتات الخدمية يمكن أن تكون هذه الأشياء متحركة أو أشخاص، في الروبوتات الصناعية يمكن أن تحدث مشاكل مع الروبوتات المتعاونة، أو بيئات العمل المتغيرة أو النموذج البيئي غير الدقيق. إذا كان المسار غير محاذٍ في التحكم في الحركة الكلاسيكية، وبالتالي لا يمكن الاقتراب من وضع (أوضاع) الروبوت المبرمجة، فإن التحكم في الحركة سيزيد من المتغير الذي يتم التلاعب به - عادةً تيار المحرك - من أجل تصحيح خطأ الموضع. يمكن أن يكون لزيادة المتغير المعالج التأثيرات التالية:
1. تتم إزالة العائق أو تلفه/تدميره.
2. الآلة تالفة أو مدمرة.
3. يتم تجاوز الحدود المتغيرة التي تم التلاعب بها ويتم إيقاف تشغيل وحدة التحكم في الروبوت.

يمكن لنظام التحكم في القوة أن يمنع ذلك من خلال تنظيم الحد الأقصى لقوة الماكينة في هذه الحالات، وبالتالي تجنب الضرر أو جعل الاصطدامات قابلة للاكتشاف في مرحلة مبكرة.
في مهام التصنيع الميكانيكية، غالبًا ما يؤدي عدم استواء قطعة العمل إلى مشاكل في التحكم في الحركة. كما هو واضح في الشكل المجاور، يؤدي عدم استواء السطح إلى اختراق الأداة لمسافة بعيدة جدًا في السطح أثناء التحكم في الموضع (أحمر) {\displaystyle P'_{1}} أو فقدان الاتصال بقطعة العمل أثناء التحكم في الموضع (أحمر) {\displaystyle P'_{2}}. وينتج عن هذا، على سبيل المثال، تأثير قوة متناوبة على قطعة العمل والأداة أثناء الطحن والتلميع. يعد التحكم في القوة (الأخضر) مفيدًا هنا، لأنه يضمن إزالة المواد بشكل موحد من خلال الاتصال المستمر بقطعة العمل.

## تطبيقات

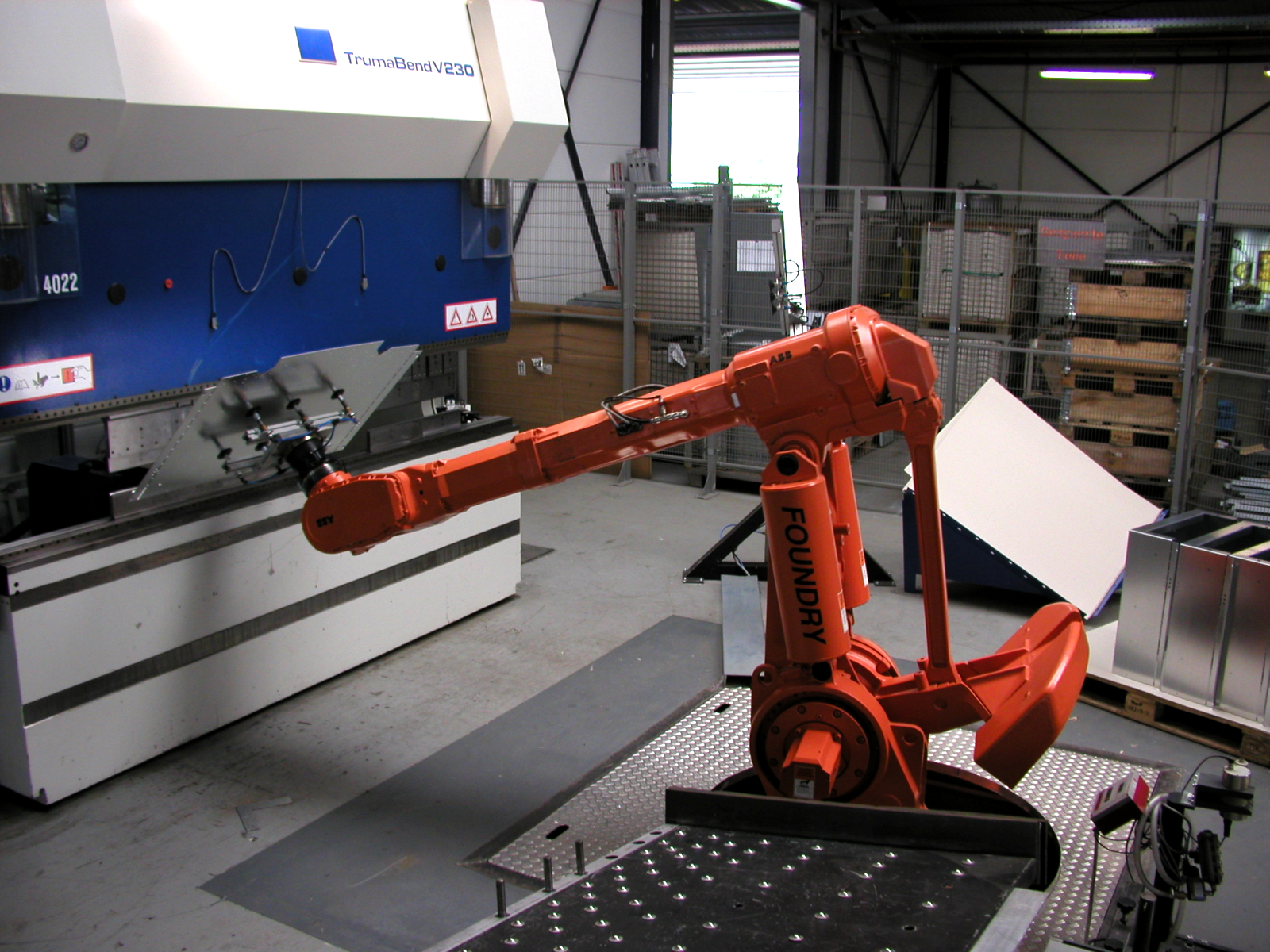
روبوت صناعي يقوم بثني الصفائح المعدنية في آلة الطي

في التحكم بالقوة، يمكن التمييز بشكل أساسي بين التطبيقات ذات الاتصال الواضح والتطبيقات ذات الاتصال المحتمل. نحن نتحدث عن الاتصال الواضح عندما يكون اتصال الآلة بالبيئة أو قطعة العمل مكونًا مركزيًا للمهمة ويتم التحكم فيه بشكل صريح. ويشمل ذلك، قبل كل شيء، مهام التشوه الميكانيكي وتصنيع الأسطح. في المهام ذات الاتصال المحتمل، يكون متغير وظيفة العملية هو موضع الآلة أو أجزائها. تحدث قوى اتصال أكبر بين الآلة والبيئة بسبب البيئة الديناميكية أو نموذج البيئة غير الدقيق. في هذه الحالة، يجب أن تخضع الآلة للبيئة وتتجنب قوى التلامس الكبيرة.
التطبيقات الرئيسية للتحكم في القوة اليوم هي عمليات التصنيع الميكانيكية. وهذا يعني على وجه الخصوص مهام التصنيع مثل الطحن والتلميع وإزالة الأزيز بالإضافة إلى العمليات التي يتم التحكم فيها بالقوة مثل الربط والثني والضغط على البراغي في التجاويف الجاهزة. الاستخدام الشائع الآخر للتحكم في القوة هو مسح الأسطح غير المعروفة. هنا، يتم استخدام التحكم في القوة لضبط ضغط اتصال ثابت في الاتجاه الطبيعي للسطح ويتم تحريك رأس المسح في اتجاه السطح من خلال التحكم في الموضع. يمكن بعد ذلك وصف السطح بالإحداثيات الديكارتية عبر الحركية المباشرة.
يمكن العثور على تطبيقات أخرى للتحكم في القوة مع الاتصال المحتمل في التكنولوجيا الطبية والروبوتات المتعاونة. يمكن للروبوتات المستخدمة في التطبيب عن بعد، أي العمليات الطبية بمساعدة الروبوت، تجنب الإصابات بشكل أكثر فعالية من خلال التحكم في القوة. بالإضافة إلى ذلك، فإن التغذية المرتدة المباشرة لقوى الاتصال المقاسة للمشغل عن طريق جهاز التحكم في التغذية المرتدة للقوة تعتبر ذات أهمية كبيرة هنا. تمتد التطبيقات الممكنة لهذا إلى العمليات عن بعد القائمة على الإنترنت.
من حيث المبدأ، يعد التحكم في القوة مفيدًا أيضًا حيثما تتعاون الآلات والروبوتات مع بعضها البعض أو مع البشر، وكذلك في البيئات التي لا يتم وصف البيئة فيها بدقة أو تكون ديناميكية ولا يمكن وصفها بدقة. وهنا يساعد التحكم بالقوة على التعامل مع العوائق والانحرافات في النموذج البيئي وتجنب الأضرار.

## تاريخ
تم نشر أول عمل مهم حول السيطرة على القوة في عام 1980 من قبل جون كينيث سالزبوري في جامعة ستانفورد. ويصف فيه طريقة للتحكم النشط في الصلابة، وهو شكل بسيط للتحكم في المعاوقة. ومع ذلك، فإن الطريقة لا تسمح بعد بالدمج مع التحكم في الحركة، ولكن هنا يتم التحكم في القوة في جميع الاتجاهات المكانية. ولذلك يجب معرفة موضع السطح. بسبب الأداء المنخفض لوحدات التحكم الآلية في ذلك الوقت، لم يكن من الممكن إجراء التحكم في القوة إلا على أجهزة الكمبيوتر المركزية. وهكذا، تم تحقيق دورة تحكم تبلغ حوالي 100 مللي ثانية.
في عام 1981، قدم رايبرت وكريج ورقة بحثية حول التحكم في القوة/الموقع الهجين والذي لا يزال مهمًا حتى اليوم. في هذه الورقة، يصفون طريقة يتم فيها استخدام مصفوفة (مصفوفة الفصل) لتحديد بوضوح لجميع الاتجاهات المكانية ما إذا كان سيتم استخدام التحكم في الحركة أو القوة. يقوم رايبرت وكريج فقط برسم مفاهيم وحدة التحكم ويفترضان أنها قابلة للتنفيذ.
في عام 1989، قدم كويفو عرضًا موسعًا لمفاهيم رايبرت وكريج. لا تزال المعرفة الدقيقة لموضع السطح ضرورية هنا، والتي لا تزال لا تسمح بالمهام النموذجية للتحكم في القوة اليوم، مثل مسح الأسطح.
لقد كان التحكم في القوة موضوعًا لأبحاث مكثفة على مدار العقدين الماضيين وقد قطع خطوات كبيرة مع تقدم تكنولوجيا الاستشعار وخوارزميات التحكم. لعدة سنوات حتى الآن، تقدم الشركات المصنعة الكبرى لتكنولوجيا الأتمتة حزم البرامج والأجهزة لوحدات التحكم الخاصة بها للسماح بالتحكم في القوة. وحدات التحكم الحديثة في الماكينة قادرة على التحكم في القوة في اتجاه مكاني واحد في الحوسبة في الوقت الفعلي مع دورة زمنية أقل من 10 مللي ثانية.

## قياس القوة
لإغلاق حلقة التحكم في القوة بمعنى التحكم في الحلقة المغلقة، يجب معرفة القيمة اللحظية لقوة الاتصال. يمكن قياس قوة الاتصال بشكل مباشر أو تقديرها.

### قياس القوة المباشرة

مقياس سلالة احباط

إن النهج البسيط للتحكم في القوة هو القياس المباشر لقوى التلامس التي تحدث عبر أجهزة استشعار القوة / عزم الدوران في المستجيب النهائي للآلة أو عند معصم الروبوت الصناعي. تقوم مستشعرات القوة/العزم بقياس القوى التي تحدث عن طريق قياس التشوه عند المستشعر. الطريقة الأكثر شيوعًا لقياس التشوه هي عن طريق مقاييس الضغط.
بالإضافة إلى أجهزة قياس الضغط المستخدمة على نطاق واسع والمصنوعة من مقاومات كهربائية متغيرة، هناك أيضًا إصدارات أخرى تستخدم مبادئ كهرضغطية أو بصرية أو سعوية للقياس. ومع ذلك، في الممارسة العملية، يتم استخدامها فقط لتطبيقات خاصة. على سبيل المثال، يمكن أيضًا استخدام أجهزة قياس الضغط السعوية في نطاق درجات الحرارة المرتفعة فوق 1000 درجة مئوية.
تم تصميم أجهزة قياس الانفعال لتكون لها علاقة خطية قدر الإمكان بين الانفعال والمقاومة الكهربائية داخل مساحة العمل. وبالإضافة إلى ذلك، توجد إمكانيات عديدة لتقليل أخطاء القياس والتداخل. لاستبعاد تأثيرات درجة الحرارة وزيادة موثوقية القياس، يمكن ترتيب مقياسين للضغط بطريقة متكاملة.
تقوم أجهزة استشعار القوة/عزم الدوران الحديثة بقياس كل من القوى وعزم الدوران في جميع الاتجاهات المكانية الثلاثة وتتوفر في أي نطاق قيمة تقريبًا. تكون الدقة عادة في نطاق لكل مل من القيمة المقاسة القصوى. تتراوح معدلات أخذ العينات لأجهزة الاستشعار حوالي 1 كيلو هرتز. امتدادًا لمستشعرات القوة / عزم الدوران ذات 6 محاور هي أجهزة استشعار ذات 12 و18 محورًا، بالإضافة إلى مكونات القوة أو عزم الدوران الستة، قادرة أيضًا على قياس ستة مكونات للسرعة والتسارع لكل منهما.

### مستشعر القوة/عزم الدوران ذو ستة محاور

مستشعر القوة/عزم الدوران مع قياس بثلاثة مكونات للقوة وثلاثة مكونات لعزم الدوران.

في التطبيقات الحديثة، يتم استخدام ما يسمى بأجهزة استشعار القوة/عزم الدوران سداسية المحاور بشكل متكرر. يتم تركيبها بين يد الروبوت والمستجيب النهائي ويمكنها تسجيل القوى وعزم الدوران في جميع الاتجاهات المكانية الثلاثة. ولهذا الغرض، فهي مجهزة بستة أو أكثر من أجهزة قياس الضغط (ربما جسور قياس الضغط) التي تسجل التشوهات في نطاق الميكرومتر. ويتم تحويل هذه التشوهات إلى ثلاثة مكونات للقوة وعزم الدوران لكل منها عبر مصفوفة المعايرة.
تحتوي مستشعرات القوة/عزم الدوران على معالج إشارات رقمي يقوم بشكل مستمر بالحصول على بيانات المستشعر (الإجهاد) وتصفيتها بالتوازي، وحساب بيانات القياس (القوى/عزم الدوران) وإتاحتها عبر واجهة اتصال المستشعر.
تتوافق القيم المقاسة مع القوى الموجودة في المستشعر وعادة ما يتعين تحويلها إلى القوى وعزم الدوران عند المستجيب النهائي أو الأداة عبر تحويل مناسب.
نظرًا لأن أجهزة استشعار القوة/عزم الدوران لا تزال باهظة الثمن نسبيًا (بين 4000 يورو و15000 يورو) وحساسة جدًا للأحمال الزائدة والاضطرابات، فقد تم استخدامها على مضض في الصناعة - وبالتالي التحكم في القوة. يعد قياس أو تقدير القوة غير المباشرة أحد الحلول، مما يسمح بالتحكم في القوة دون استخدام أجهزة استشعار القوة المكلفة والمعرضة للاضطرابات.

### تقدير القوة
البديل الموفر للتكلفة لقياس القوة المباشرة هو تقدير القوة (المعروف أيضًا باسم "قياس القوة غير المباشرة"). وهذا يجعل من الممكن الاستغناء عن استخدام أجهزة استشعار القوة/عزم الدوران. بالإضافة إلى توفير التكاليف، فإن الاستغناء عن هذه الحساسات له مزايا أخرى: حساسات القوة عادة ما تكون الحلقة الأضعف في السلسلة الميكانيكية للآلة أو نظام الروبوت، لذا فإن الاستغناء عنها يجلب ثباتًا أكبر وتعرضًا أقل للأعطال الميكانيكية. بالإضافة إلى ذلك، فإن الاستغناء عن مستشعرات القوة/عزم الدوران يوفر قدرًا أكبر من الأمان، حيث لا توجد حاجة لتوجيه كابلات المستشعر وحمايتها مباشرة على معصم المعالج.
إحدى الطرق الشائعة لقياس القوة غير المباشرة أو تقدير القوة هي قياس التيارات الحركية المطبقة للتحكم في الحركة. مع بعض القيود، تتناسب هذه القيود مع عزم الدوران المطبق على محور الروبوت المدفوع. تم تعديل التيارات الحركية لتأثيرات الجاذبية والقصور الذاتي والاحتكاك، وهي خطية إلى حد كبير مع عزم الدوران للمحاور الفردية. يمكن تحديد قوة التلامس عند المستجيب النهائي عبر عزم الدوران المعروف.

### الفصل بين القوى الديناميكية والثابتة
أثناء قياس القوة وتقدير القوة، قد يكون من الضروري تصفية إشارات الاستشعار. يمكن أن تحدث العديد من الآثار الجانبية والقوى الثانوية التي لا تتوافق مع قياس قوة الاتصال. هذا صحيح بشكل خاص إذا تم تركيب كتلة حمل أكبر على المعالج. وهذا يتداخل مع قياس القوة عندما يتحرك المعالج بتسارعات عالية.
لتتمكن من ضبط قياس الآثار الجانبية، يجب أن يتوفر نموذج ديناميكي دقيق للجهاز ونموذج أو تقدير للحمل. يمكن تحديد هذا التقدير من خلال الحركات المرجعية (حرية الحركة دون ملامسة الأشياء). بعد تقدير الحمل، يمكن تعديل قياس أو تقدير القوى لكوريوليس، وقوى الجذب المركزي والطرد المركزي، وتأثيرات الجاذبية والاحتكاك، والقصور الذاتي. يمكن أيضًا استخدام الأساليب التكيفية هنا لضبط تقدير الحمل بشكل مستمر.

## مفاهيم التحكم
يتم استخدام مفاهيم التحكم المختلفة للتحكم في القوة. اعتمادًا على السلوك المطلوب للنظام، يتم التمييز بين مفهومي التحكم المباشر في القوة والتحكم غير المباشر عبر مواصفات الامتثال أو المعاوقة الميكانيكية. كقاعدة عامة، يتم الجمع بين التحكم في القوة والتحكم في الحركة. يجب أن تأخذ مفاهيم التحكم في القوة في الاعتبار مشكلة الاقتران بين القوة والموضع: إذا كان المناول على اتصال بالبيئة، فإن تغيير الموضع يعني أيضًا تغييرًا في قوة الاتصال.

### التحكم في الممانعة
التحكم في المعاوقة، أو التحكم في الامتثال، ينظم امتثال النظام، أي الارتباط بين القوة والموضع عند ملامسة الجسم. يتم تعريف الامتثال في الأدبيات على أنه "مقياس لقدرة الروبوت على مواجهة قوى الاتصال. هناك طرق سلبية ونشطة لهذا الغرض. هنا، يتم تصميم امتثال نظام الروبوت على أنه مقاومة ميكانيكية، والتي تصف العلاقة بين القوة المطبقة والسرعة الناتجة. هنا، تعتبر آلة الروبوت أو المناول بمثابة مقاومة ميكانيكية مع القيود الموضعية التي تفرضها البيئة. وبناء على ذلك، فإن سببية المعاوقة الميكانيكية تصف أن حركة الروبوت تؤدي إلى قوة. ومن ناحية أخرى، في حالة القبول الميكانيكي، تؤدي القوة المطبقة على الروبوت إلى حركة ناتجة.

### التحكم في الممانعة السلبية

يؤدي مركز الامتثال البعيد إلى الانحرافات الدورانية والانتقالية أثناء عملية الإدراج.

لا يتطلب التحكم في الامتثال السلبي (المعروف أيضًا باسم التحكم في الامتثال) قياس القوة لأنه لا يوجد تحكم واضح في القوة. بدلاً من ذلك، تم تصميم المناور و/أو المستجيب النهائي بمرونة بطريقة يمكن أن تقلل من قوى الاتصال التي تحدث أثناء المهمة التي يتعين تنفيذها. وتشمل التطبيقات النموذجية عمليات الإدراج والإمساك. تم تصميم المستجيب النهائي بطريقة تسمح بانحرافات انتقالية ودورانية متعامدة مع اتجاه الإمساك أو الإدخال، ولكنه يتمتع بصلابة عالية في اتجاه الإمساك أو الإدخال. يوضح الشكل المقابل ما يسمى بمركز الامتثال البعيد الذي يجعل ذلك ممكنًا. كبديل لـمركز الامتثال البعيد، يمكن أيضًا جعل الآلة بأكملها مرنة من الناحية الهيكلية.
يعد التحكم في المعاوقة السلبية حلاً جيدًا جدًا من حيث ديناميكيات النظام، نظرًا لعدم وجود زمن انتقال بسبب التحكم. ومع ذلك، غالبًا ما يكون التحكم في الامتثال السلبي محدودًا بالمواصفات الميكانيكية للمستجيب النهائي في المهمة ولا يمكن تطبيقه بسهولة على مهام أو ظروف بيئية مختلفة ومتغيرة.

### التحكم النشط في الممانعة
يشير التحكم النشط في الامتثال إلى التحكم في المعالج بناءً على انحراف المستجيب النهائي. وهذا مناسب بشكل خاص لتوجيه الروبوتات من قبل المشغل، على سبيل المثال كجزء من عملية التدريس.
يعتمد التحكم النشط في الامتثال على فكرة تمثيل نظام الآلة والبيئة كنظام كتلة مخمد زمبركي. القوة {\displaystyle F} والحركة (الموقف {\displaystyle x(t)\!\,} ، سرعة {\displaystyle {\dot {x}}(t)} ، والتسارع {\displaystyle {\ddot {x}}(t)} ترتبط ارتباطًا مباشرًا عبر معادلة كتلة المثبط الربيعي:
{\displaystyle F(t)=c\cdot x(t)+d\cdot {\dot {x}}(t)+m\cdot {\ddot {x}}(t)}
يتم تحديد الامتثال أو المعاوقة الميكانيكية للنظام من خلال الصلابة {\displaystyle c} التخميد {\displaystyle d} والجمود {\displaystyle m} ويمكن أن تتأثر بهذه المتغيرات الثلاثة. يتم إعطاء التحكم مقاومة ميكانيكية للهدف من خلال هذه المتغيرات الثلاثة، والتي يتم تحقيقها عن طريق التحكم في الماكينة.

رسم تخطيطي للتحكم في المعاوقة النشطة مع مواصفات القوة والموقف.

يوضح الشكل الرسم التخطيطي للتحكم في المعاوقة المعتمد على القوة. تمثل المعاوقة في المخطط الكتلي المكونات المذكورة L وA و. يمكن تصميم التحكم في المعاوقة المعتمد على الموضع بشكل مماثل مع الموضع الداخلي أو التحكم في الحركة.
وبدلاً من ذلك وبالقياس، يمكن التحكم في الامتثال (القبول) بدلاً من المقاومة. وعلى النقيض من التحكم في المعاوقة، يظهر القبول في قانون التحكم باعتباره مقلوبًا للممانعة.

### السيطرة المباشرة على القوة
المفاهيم المذكورة أعلاه تسمى التحكم غير المباشر في القوة، نظرًا لأن قوة الاتصال لم يتم تحديدها بشكل صريح كمتغير أمر، ولكن يتم تحديدها بشكل غير مباشر عبر معلمات وحدة التحكم التخميد والصلابة والكتلة (الافتراضية). يتم عرض التحكم المباشر في القوة أدناه.
يستخدم التحكم المباشر في القوة القوة المطلوبة كنقطة ضبط ضمن حلقة تحكم مغلقة. يتم تنفيذه كتحكم متوازي في القوة/الموقع في شكل تحكم متتالي أو كتحكم هجين في القوة/الموقع حيث يتم التبديل بين التحكم في الموضع والقوة.

### القوة الموازية / التحكم في الموقع
أحد إمكانيات التحكم في القوة هو التحكم الموازي في القوة/الموقع. تم تصميم عنصر التحكم كعنصر تحكم متتالي ويحتوي على حلقة تحكم خارجية في القوة وحلقة تحكم داخلية في الموضع. كما هو موضح في الشكل التالي، يتم حساب تصحيح التغذية المقابل من الفرق بين القوة الاسمية والفعلية. يتم تعويض تصحيح التغذية هذا مقابل قيم أمر الموضع، حيث في حالة دمج {\displaystyle X_{soll}}و{\displaystyle X_{korr}}، قيادة الموقف للسيطرة على القوة ({\displaystyle X_{korr}}) له أولوية أعلى، أي أنه يتم التسامح مع خطأ الموضع لصالح التحكم الصحيح في القوة. قيمة الإزاحة هي متغير الإدخال لحلقة التحكم في الموضع الداخلي.

رسم تخطيطي للتحكم في القوة/الموضع المتوازي مع مواصفات القوة والموضع.

على غرار التحكم الداخلي في الموضع، يمكن أيضًا إجراء التحكم الداخلي في السرعة، والذي يتمتع بديناميكية أعلى. في هذه الحالة، يجب أن تكون حلقة التحكم الداخلية مشبعة حتى لا تولد سرعة متزايدة بشكل تعسفي (نظريًا) في الحركة الحرة حتى يتم الاتصال.

### التحكم في القوة/الوضع الهجين
تم تقديم تحسين على المفاهيم المذكورة أعلاه من خلال التحكم الهجين في القوة/الموقع، والذي يعمل مع نظامي تحكم منفصلين ويمكن استخدامه أيضًا مع أسطح التلامس الصلبة وغير المرنة. في التحكم الهجين بالقوة/الموقع، يتم تقسيم المساحة إلى مساحة مقيدة وغير مقيدة. تحتوي المساحة المقيدة على قيود، على سبيل المثال في شكل عوائق، ولا تسمح بحرية الحركة؛ المساحة غير المقيدة تسمح بحرية الحركة. كل بعد من أبعاد الفضاء إما مقيد أو غير مقيد.

رسم تخطيطي للتحكم في القوة / الموضع الهجين مع مصفوفة الفصل Σ.

في التحكم في القوة الهجينة، يتم استخدام التحكم في القوة في المساحة المقيدة، ويتم استخدام التحكم في الموقع في المساحة غير المقيدة. ويبين الشكل مثل هذا التحكم. تشير المصفوفة Σ إلى الاتجاهات الفضائية المقيدة وهي مصفوفة قطرية تتكون من أصفار وآحاد.
يمكن، على سبيل المثال، تحديد الاتجاه المكاني المقيد وغير المقيد بشكل ثابت. يتم بعد ذلك تحديد التحكم في القوة والموقع بشكل صريح لكل اتجاه مكاني؛ المصفوفة Σ تكون ثابتة. الاحتمال الآخر هو تبديل المصفوفة Σ ديناميكيًا على أساس قياس القوة. وبهذه الطريقة، من الممكن التبديل من التحكم في الموقع إلى التحكم في القوة للاتجاهات المكانية الفردية عند حدوث اتصال أو تصادم. في حالة مهام الاتصال، سيتم التحكم في جميع الاتجاهات المكانية في حالة الحركة الحرة، وبعد إنشاء الاتصال، سيتم تبديل اتجاه الاتصال للتحكم في القوة عن طريق تحديد المصفوفة المناسبة Σ.

## بحث
في السنوات الأخيرة، أصبح موضوع البحث بشكل متزايد هو المفاهيم التكيفية، واستخدام نظام التحكم الغامض والتعلم الآلي، والتحكم في الجسم بالكامل على أساس القوة.

### التحكم في القوة التكيفية
تعتمد المفاهيم غير التكيفية المذكورة سابقًا على المعرفة الدقيقة لمعلمات العملية الديناميكية. وعادة ما يتم تحديدها وتعديلها عن طريق التجارب والمعايرة. يمكن أن تنشأ مشاكل بسبب أخطاء القياس والأحمال المتغيرة. في التحكم في القوة التكيفية، تعتبر أجزاء النظام المعتمدة على الموقع وبالتالي المتغيرة بمرور الوقت بمثابة تقلبات في المعلمات ويتم تكييفها باستمرار أثناء التحكم عن طريق التكيف.
ونظرًا لتغير التحكم، لا يمكن تقديم أي ضمان للاستقرار الديناميكي للنظام. لذلك عادةً ما يتم استخدام التحكم التكيفي لأول مرة دون الاتصال بالإنترنت ويتم اختبار النتائج بشكل مكثف في المحاكاة قبل استخدامها على النظام الحقيقي.

### التحكم المضطرب والتعلم الآلي
لشرط الأساسي لتطبيق أساليب التصميم الكلاسيكي هو نموذج نظام واضح. إذا كان من الصعب أو المستحيل تمثيل ذلك، فيمكن النظر في وحدات التحكم الغامضة أو التعلم الآلي. عن طريق المنطق الغامض، يمكن تحويل المعرفة التي اكتسبها الإنسان إلى سلوك تحكم في شكل مواصفات تحكم غامضة. وبالتالي لم تعد المواصفات الصريحة لمعلمات وحدة التحكم ضرورية.
علاوة على ذلك، لم تعد الأساليب التي تستخدم التعلم الآلي تتطلب من البشر إنشاء سلوك التحكم، ولكنها تستخدم التعلم الآلي كأساس للتحكم.

### السيطرة على الجسم كله
نظرًا للتعقيد العالي للأنظمة الروبوتية الحديثة، مثل الروبوتات البشرية، يجب التحكم في عدد كبير من درجات الحرية المشغلة. بالإضافة إلى ذلك، يتم استخدام هذه الأنظمة بشكل متزايد في البيئة المباشرة للبشر. وبناء على ذلك، يتم استخدام مفاهيم التحكم في القوة والمقاومة بشكل خاص في هذا المجال لزيادة السلامة، حيث يسمح ذلك للروبوت بالتفاعل مع البيئة والبشر بطريقة متوافقة.